# Lussaud
Lussaud est une ancienne commune française, située dans le département du Cantal en région Auvergne-Rhône-Alpes.

## Histoire
Par ordonnance du roi du 4 juillet 1836, elle fusionne avec la commune de Laurie,.

## Administration
| Période                                  | Période | Identité | Étiquette | Qualité |
| ---------------------------------------- | ------- | -------- | --------- | ------- |
|                                          |         |          |           |         |
| Les données manquantes sont à compléter. |         |          |           |         |

## Démographie
| 1793 | 1800 | 1806 | 1821 | 1831 | 1836 |
| ---- | ---- | ---- | ---- | ---- | ---- |
| 181  | 141  | 165  | 202  | 171  | -    |

Histogramme

(élaboration graphique par Wikipédia)

## Littérature
Le roman Pays perdu de Pierre Jourde est inspiré du village dont est originaire la famille de l'auteur. Sa publication en 2003 a suscité une vive émotion parmi ses habitants, d'autant que plusieurs se sont reconnus ou ont reconnu des proches décédés dans les personnages du roman. Lorsqu'il y est revenu, Pierre Jourde et ses enfants ont alors été agressés physiquement et chassés du village à coups de pierres. Les agresseurs ont été condamnés le 5 juillet 2007 par le tribunal d'Aurillac à des amendes et de la prison avec sursis. À la suite des évènements, l'auteur publie en 2013 un nouvel ouvrage, La Première Pierre, dans lequel il livre une réflexion "[d]es plus saisissantes sur la littérature et le réel".